# Клайпеда (Підляське воєводство)
Клайпеда (пол. Kłajpeda) — село в Польщі, у гміні Віжайни Сувальського повіту Підляського воєводства.
Населення — 97 осіб (2011).
У 1975-1998 роках село належало до Сувальського воєводства.

## Демографія
Демографічна структура станом на 31 березня 2011 року:
|          | Загалом | Допрацездатний вік | Працездатний вік | Постпрацездатний вік |
| -------- | ------- | ------------------ | ---------------- | -------------------- |
| Чоловіки | 51      | 13                 | 33               | 5                    |
| Жінки    | 46      | 12                 | 24               | 10                   |
| Разом    | 97      | 25                 | 57               | 15                   |